# Segunda investidura presidencial de Daniel Noboa
La Segunda investidura presidencial de Daniel Noboa como presidente de Ecuador en su segundo cargo, se llevó a cabo el sábado 24 de mayo de 2025 a las 11:00 hrs (UTC-5:00).

## Invitados internacionales

### Jefes de Estado y de gobierno

#### Confirmados[1]
- Gustavo Petro, presidente de Colombia.[2]
- Félix Ulloa, vicepresidente de El Salvador.[3]
- Dina Boluarte, presidenta de Perú.[4]
- Raquel Peña, vicepresidenta de la República Dominicana

### Cancilleres

#### Confirmados
- Celinda Sosa Lunda, canciller de Bolivia.

- Mauro Vieira, canciller de Brasil.

- Arnoldo Tinoco, canciller de Costa Rica.

- Nasser Bourita, canciller de Marruecos.

- Javier Martínez-Acha, canciller de Panamá.

### Otros invitados

#### Confirmados
- Maninder Sidhu, Ministro de Comercio Internacional de Canadá.
- Huai Jinpeng, Ministro de la Educación de la República Popular de China.
- Manuel José Ossandón, Presidente del Senado de Chile.
- Bang Kiseon, Ministro de Coordinación de Políticas Gubernamentales de Corea del Sur.
- Francina Armengol, Presidenta del Congreso de los Diputados de España.
- Robert F. Kennedy Jr., Secretario de Salud y Servicios Humanos de los Estados Unidos.
- Francisco Jiménez Irungaray, Ministro de Gobernación de Guatemala.
- Giorgio Silli, Ministro de Estado de Italia.
- Enrique Riera Escudero, Ministro del Interior de Paraguay.
- Dan Jarvis, ministro de Seguridad del Reino Unido.
- Natalia Kalmykova, Ministra de Asuntos de Veteranos de Ucrania.
- Andrés Allamand, Secretario General Iberoamericano.